# 11001 Андревульфф
11001 Андревульфф (1979 MF, 1949 KL, 1992 EQ, 11001 Andrewulff) — астероїд головного поясу, відкритий 16 червня 1979 року.
Тіссеранів параметр щодо Юпітера — 3,609.